# Барбора Крейчикова
Барбора Крейчикова (чеськ. Barbora Krejčíková) —  чеська тенісистка, чемпіонка Ролан-Гарросу та Вімблдону в одиночній та парній грі, Олімпійських ігор в парній грі, триразова чемпіонка Австралії в міксті,  колишній лідер парного рейтингу WTA, триразова чемпіонка турнірів Великого шолому серед дівчат у парному розряді,

## Фінали турнірів Великого шолома

### Одиночний розряд: 2 титули
| Результат | Рік  | Турнір      | Поверхня | Супротивниця           | Рахунок       |
| --------- | ---- | ----------- | -------- | ---------------------- | ------------- |
| Перемога  | 2021 | French Open | Ґрунт    | Анастасія Павлюченкова | 6–1, 2–6, 6–4 |
| Перемога  | 2024 | Wimbledon   | Трава    | Жасмін Паоліні         | 6–2, 2–6, 6–4 |

### Парний розряд: 7 титулів, 1 фінал
| Результат | Рік  | Турнір              | Поверхня | Партнерка          | Супротивниці                     | Рахунок            |
| --------- | ---- | ------------------- | -------- | ------------------ | -------------------------------- | ------------------ |
| Перемога  | 2018 | French Open         | Ґрунт    | Катержина Сінякова | Ходзумі Ері Ніномія Макото       | 6-3, 6-3           |
| Перемога  | 2018 | Wimbledon           | Трава    | Катержина Сінякова | Ніколь Меліхар Квета Пешке       | 6–4, 4–6, 6–0      |
| Поразка   | 2021 | Australian Open     | Хард     | Катержина Сінякова | Елісе Мертенс Аріна Соболенко    | 2–6, 3–6           |
| Перемога  | 2021 | French Open (2)     | Ґрунт    | Катержина Сінякова | Бетані Маттек-Сендс Іга Свьонтек | 6–4, 6–2           |
| Перемога  | 2022 | Australian Open     | Хард     | Катержина Сінякова | Анна Даніліна Беатріс Аддад Майя | 6–7(3–7), 6–4, 6–4 |
| Перемога  | 2022 | Wimbledon (2)       | Трава    | Катержина Сінякова | Елісе Мертенс Чжан Шуай          | 6–2, 6–4           |
| Перемога  | 2022 | US Open             | Хард     | Катержина Сінякова | Кеті Макнеллі Тейлор Таунсенд    | 3–6, 7–5, 6–1      |
| Перемога  | 2023 | Australian Open (2) | Хард     | Катержина Сінякова | Сюко Аояма Ена Сібахара          | 6–4, 6–3           |

### Мікст: 3 титули
| Результат | Рік  | Турнір              | Поверхня | Партнер       | Супротивники                      | Рахунок          |
| --------- | ---- | ------------------- | -------- | ------------- | --------------------------------- | ---------------- |
| Перемога  | 2019 | Australian Open     | Хард     | Ражів Рам     | Астра Шарма Джон-Патрік Сміт      | 7–6(7–3), 6–1    |
| Перемога  | 2020 | Australian Open (2) | Хард     | Нікола Мектич | Бетані Маттек-Сендс Джеймі Маррей | 5–7, 6–4, [10–1] |
| Перемога  | 2021 | Australian Open (3) | Хард     | Ражів Рам     | Саманта Стосур Меттью Ебден       | 6–1, 6–4         |

## Фінали Олімпійських ігор

### Парний розряд: 1 титул
| Результат | Рік  | Турнір                   | Поверхня | Партнерка          | Супротивниця                    | Рахунок  |
| --------- | ---- | ------------------------ | -------- | ------------------ | ------------------------------- | -------- |
| Золото    | 2021 | Олімпійські ігри в Токіо | Хард     | Катержина Сінякова | Белінда Бенчич Вікторія Голубич | 7–5, 6–1 |

## Фінали чемпіонату WTA

### Парний розряд: 1 титул, 2 фінали
| Результат | Рік  | Турнір      | Поверхня      | Партнерка          | Супротивниця                         | Рахунок          |
| --------- | ---- | ----------- | ------------- | ------------------ | ------------------------------------ | ---------------- |
| Поразка   | 2018 | Сингапур    | Хард (у залі) | Катержина Сінякова | Тімеа Бабош Крістіна Младенович      | 4–6, 5–7         |
| Перемога  | 2021 | Ґвадалахара | Хард          | Катержина Сінякова | Сє Шувей Елісе Мертенс               | 6–3, 6–4         |
| Поразка   | 2022 | Форт-Ворт   | Хард (у залі) | Катержина Сінякова | Вероніка Кудерметова · Елісе Мертенс | 2–6, 6–4, [9–11] |

## Фінали прем'єрних обов'язкових та чільних 5-ти турнірів WTA

### Парний розряд: 1 (0–1)
| Результат | Рік  | Турнір     | Поверхня | Партнерка          | Супротивниці             | Рахунок  |
| --------- | ---- | ---------- | -------- | ------------------ | ------------------------ | -------- |
| Поразка   | 2018 | Miami Open | Хард     | Катержина Сінякова | Ешлі Барті Коко Вандевей | 2–6, 1–6 |

## Фінали турнірів WTA

### Одиночний розряд: 1 (0-1)
| Результат | №  | Дата           | Турнір                                 | Поверхня | Супротивниця | Рахунок  |
| --------- | -- | -------------- | -------------------------------------- | -------- | ------------ | -------- |
| Поразка   | 1. | 27 травня 2017 | Nürnberger Versicherungscup, Німеччина | Ґрунт    | Кікі Бертенс | 2–6, 1–6 |

### Парний розряд: 8 (3 титули)
| Результат | №  | Дата            | Турнір                               | Поверхня    | Партнерка          | Супротивниці                    | Рахунок           |
| --------- | -- | --------------- | ------------------------------------ | ----------- | ------------------ | ------------------------------- | ----------------- |
| Поразка   | 1. | 13 жовтня 2014  | Luxembourg Open, Люксембург          | Хард (зала) | Луціє Градецька    | Тімеа Бачинскі Крістіна Барруа  | 6–3, 4–6, [4–10]  |
| Перомога  | 1. | 14 вересня 2015 | Coupe Banque Nationale, Канада       | Хард (зала) | Ан-Софі Местах     | Марія Ірігоєн Паула Каня        | 4–6, 6–3, [12–10] |
| Поразка   | 2. | 8 лютого 2016   | St. Petersburg Ladies' Trophy, Росія | Хард (зала) | Віра Душевіна      | Мартіна Хінгіс Саня Мірза       | 3–6, 1–6          |
| Поразка   | 3. | 29 липня 2017   | Swedish Open, Швеція                 | Ґрунт       | Марія Ірігоєн      | Кірін Лемуан Арантча Рус        | 6–3, 3–6, [8–10]  |
| Поразка   | 4. | 6 січня 2018    | Shenzhen Open, КНР                   | Хард        | Катеріна Сінякова  | Симона Халеп Ірина-Камелія Бегу | 6–1, 1–6, [8–10]  |
| Поразка   | 5. | 1 квітня 2018   | Miami Open, США                      | Хард        | Катержина Сінякова | Ешлі Барті Коко Вандевей        | 2–6, 1–6          |
| Перемога  |    | 11 червня 2018  | French Open, Франція                 | Ґрунт       | Катеріна Сінякова  | Ходзумі Ері Ніномія Макото      | 6-3, 6-3          |
| Перемога  | 3. | 14 липня 2018   | Вімблдон                             | Трава       | Катержина Сінякова | Ніколь Меліхар Квета Пешке      | 6–4, 4–6, 6–0     |

### Фінали турнірів серії WTA 125K

#### Парний розряд (1–0)
| Результат | №  | Дата             | Турнір                   | Поверхня    | Партнерка     | Супротивниці                          | Рахунок          |
| --------- | -- | ---------------- | ------------------------ | ----------- | ------------- | ------------------------------------- | ---------------- |
| Перемога  | 1. | 9 листопада 2015 | Open de Limoges, Франція | Хард (зала) | Менді Мінелла | Маргатита Гаспарян Оксана Калашнікова | 1–6, 7–5, [10–6] |

## Фінали юніорських турнірів Великого шолома

### Дівчата. Парний розряд
| Результат | Рік  | Турнір          | Поверхня | Партнерка            | Супротивниці                         | Рахунок          |
| --------- | ---- | --------------- | -------- | -------------------- | ------------------------------------ | ---------------- |
| Поразка   | 2013 | Australian Open | Хард     | Олександра Корашвілі | Ана Конюх Керол Чжао                 | 7–5, 4–6, [7–10] |
| Перемога  | 2013 | French Open     | Ґрунт    | Катеріна Сінякова    | Доменіка Гонсалес Беатріс Аддад Майя | 7–5, 6–2         |
| Перемога  | 2013 | Wimbledon       | Трава    | Катеріна Сінякова    | Ангеліна Калініна Ірина Шиманович    | 6–3, 6–1         |
| Перемога  | 2013 | US Open         | Хард     | Катеріна Сінякова    | Белінда Бенчич Сара Соррібес Тормо   | 6–3, 6–4         |

## Виноски
1. 1 2 3  Player Profile // WTA website
2. ↑  Olympedia — 2006.
3. ↑  . WTA https://www.wtatennis.com/players/318314/-#bio. Процитовано 14 липня 2024. {{cite web}}: Пропущений або порожній |title= (довідка); Проігноровано невідомий параметр |титул= (довідка)